# 짐 보턴
제임스 앨런 보턴(영어: James Alan Bouton, /ˈbaʊtən/, 1939년 3월 8일~2019년 7월 10일)은 미국의 프로 야구 선수이다. 1962년부터 1978년까지 메이저 리그 베이스볼(MLB)의 뉴욕 양키스, 시애틀 파일럿츠, 휴스턴 애스트로스, 애틀랜타 브레이브스에서 투수로 뛰었다. 이외에도 베스트셀러 작가, 배우, 활동가, 스포츠 해설자, 빅 리그 츄의 개발자이기도 하다.
웨스턴 미시간 대학교에서 대학 야구 선수로 뛰었으며, 이후 뉴욕 양키스와 프로 계약을 맺었다. 1962년 월드 시리즈 우승을 경험했으며, 1963년 올스타전에도 출전했다. 1964년 월드 시리즈에서 선발로 나선 두 경기에서 승리를 따냈으나, 우승에는 실패했다. 커리어 후반에는 너클볼을 익혀 사용했다. 1970년에 출판된 보턴의 책 《볼 포》에는 1969년 시즌과 뉴욕 양키스, 시애틀 파일럿츠, 휴스턴 애스트로스 시절의 이야기가 담겨있다.